# Xambrê
Xambrê is een gemeente in de Braziliaanse deelstaat Paraná. De gemeente telt 5.829 inwoners (schatting 2009).

## Geboren
- Thaisa Moreno (1988), voetbalster